# يوجينة بوبغينية
يوجينة بوبغينية (الاسم العلمي: Eugenia pobeguinii) هي نوع من النباتات تتبع جنس اليوجينة من فصيلة الآسية.